# Gran Premi de Mònaco del 2022
El Gran Premi de Mònaco de Fórmula 1, la setena cursa de la temporada 2022, va ser disputat al Circuit de Montecarlo, a Mònaco, entre els dies 27 a 29 de maig del 2022.

## Qualificació
La qualificació va ser realitzat el dia 28 de maig.
| Pos.               | Nº | Pilot            | Equip/Motor           | Part 1   | Part 2   | Part 3   | Graella |
| ------------------ | -- | ---------------- | --------------------- | -------- | -------- | -------- | ------- |
| 1                  | 16 | Charles Leclerc  | Ferrari               | 1:12.569 | 1:11.864 | 1:11.376 | 1       |
| 2                  | 55 | Carlos Sainz Jr. | Ferrari               | 1:12.616 | 1:12.074 | 1:11.601 | 2       |
| 3                  | 11 | Sergio Pérez     | Red Bull-RBPT         | 1:13.004 | 1:11.954 | 1:11.629 | 3       |
| 4                  | 1  | Max Verstappen   | Red Bull-RBPT         | 1:12.993 | 1:12.117 | 1:11.666 | 4       |
| 5                  | 4  | Lando Norris     | McLaren-Mercedes      | 1:12.927 | 1:12.266 | 1:11.849 | 5       |
| 6                  | 63 | George Russell   | Mercedes              | 1:12.787 | 1:12.617 | 1:12.112 | 6       |
| 7                  | 14 | Fernando Alonso  | Alpine-Renault        | 1:13.394 | 1:12.688 | 1:12.247 | 7       |
| 8                  | 44 | Lewis Hamilton   | Mercedes              | 1:13.444 | 1:12.595 | 1:12.560 | 8       |
| 9                  | 5  | Sebastian Vettel | Aston Martin-Mercedes | 1:13.313 | 1:12.613 | 1:12.732 | 9       |
| 10                 | 31 | Esteban Ocon     | Alpine-Renault        | 1:12.848 | 1:12.528 | 1:13.047 | 10      |
| 11                 | 22 | Yuki Tsunoda     | AlphaTauri-RBPT       | 1:13.110 | 1:12.797 |          | 11      |
| 12                 | 77 | Valtteri Bottas  | Alfa Romeo-Ferrari    | 1:13.541 | 1:12.909 |          | 12      |
| 13                 | 20 | Kevin Magnussen  | Haas-Ferrari          | 1:13.069 | 1:12.921 |          | 13      |
| 14                 | 3  | Daniel Ricciardo | McLaren-Mercedes      | 1:13.338 | 1:12.964 |          | 14      |
| 15                 | 47 | Mick Schumacher  | Haas-Ferrari          | 1:13.469 | 1:13.081 |          | 15      |
| 16                 | 23 | Alexander Albon  | Williams-Mercedes     | 1:13.611 |          |          | 16      |
| 17                 | 10 | Pierre Gasly     | AlphaTauri-RBPT       | 1:13.660 |          |          | 17      |
| 18                 | 18 | Lance Stroll     | Aston Martin-Mercedes | 1:13.678 |          |          | 18      |
| 19                 | 6  | Nicholas Latifi  | Williams-Mercedes     | 1:14.403 |          |          | 19      |
| 20                 | 24 | Guanyu Zhou      | Alfa Romeo-Ferrari    | 1:15.606 |          |          | 20      |
| 107%Temps:1:17.648 |    |                  |                       |          |          |          |         |
| Font:              |    |                  |                       |          |          |          |         |

## Resultats de la cursa
La cursa va ser realitzat en el dia 29 de maig.
| Pos.                                                                      | Nº | Pilot            | Equip/Motor           | Voltes | Temps/Retirada   | Graella | Punts |
| ------------------------------------------------------------------------- | -- | ---------------- | --------------------- | ------ | ---------------- | ------- | ----- |
| 1                                                                         | 11 | Sergio Pérez     | Red Bull-RBPT         | 65     | 1:56:30.265      | 3       | 25    |
| 2                                                                         | 55 | Carlos Sainz Jr. | Ferrari               | 65     | +1.154           | 2       | 18    |
| 3                                                                         | 1  | Max Verstappen   | Red Bull-RBPT         | 65     | +1.491           | 4       | 15    |
| 4                                                                         | 16 | Charles Leclerc  | Ferrari               | 65     | +2.922           | 1       | 12    |
| 5                                                                         | 63 | George Russell   | Mercedes              | 65     | +11.968          | 6       | 10    |
| 6                                                                         | 4  | Lando Norris     | McLaren-Mercedes      | 65     | +12.231          | 5       | 91    |
| 7                                                                         | 14 | Fernando Alonso  | Alpine-Renault        | 65     | +46.358          | 7       | 6     |
| 8                                                                         | 44 | Lewis Hamilton   | Mercedes              | 65     | +50.388          | 8       | 4     |
| 9                                                                         | 77 | Valtteri Bottas  | Alfa Romeo-Ferrari    | 65     | +52.325          | 12      | 2     |
| 10                                                                        | 5  | Sebastian Vettel | Aston Martin-Mercedes | 65     | +53.536          | 9       | 1     |
| 11                                                                        | 10 | Pierre Gasly     | AlphaTauri-RBPT       | 65     | +54.289          | 17      |       |
| 12                                                                        | 31 | Esteban Ocon     | Alpine-Renault        | 65     | +55.6442         | 10      |       |
| 13                                                                        | 3  | Daniel Ricciardo | McLaren-Mercedes      | 65     | +57.635          | 14      |       |
| 14                                                                        | 18 | Lance Stroll     | Aston Martin-Mercedes | 65     | +1:00.802        | 18      |       |
| 15                                                                        | 6  | Nicholas Latifi  | Williams-Mercedes     | 64     | +1 volta         | 19      |       |
| 16                                                                        | 24 | Guanyu Zhou      | Alfa Romeo-Ferrari    | 64     | +1 volta         | 20      |       |
| 17                                                                        | 22 | Yuki Tsunoda     | AlphaTauri-RBPT       | 64     | +1 volta         | 11      |       |
| Ret                                                                       | 23 | Alexander Albon  | Williams-Mercedes     | 49     | Prob. Mecànics   | 16      |       |
| Ret                                                                       | 47 | Mick Schumacher  | Haas-Ferrari          | 25     | Col·lisió        | 15      |       |
| Ret                                                                       | 20 | Kevin Magnussen  | Haas-Ferrari          | 21     | Pres. Hidràulica | 13      |       |
| Volta ràpida: — Lando Norris (McLaren-Mercedes) – 1:14.693 (en el lap 55) |    |                  |                       |        |                  |         |       |
| Font:                                                                     |    |                  |                       |        |                  |         |       |

Notes
- ^1  – Inclòs 1 punt extra per la volta ràpida.
- ^2  – Esteban Ocon va ser penalitzat per 5 segons per causar una col·lisió amb Lewis Hamilton.

## Classificació després de la cursa
| Pos. | Pilot            | Punts | Canvis |
| ---- | ---------------- | ----- | ------ |
| 1    | Max Verstappen   | 125   | =      |
| 2    | Charles Leclerc  | 116   | =      |
| 3    | Sergio Pérez     | 110   | =      |
| 4    | George Russell   | 84    | =      |
| 5    | Carlos Sainz Jr. | 83    | =      |

| Pos. | Constructor        | Punts | Canvis |
| ---- | ------------------ | ----- | ------ |
| 1    | Red Bull-RBPT      | 235   | =      |
| 2    | Ferrari            | 199   | =      |
| 3    | Mercedes           | 134   | =      |
| 4    | McLaren-Mercedes   | 59    | =      |
| 5    | Alfa Romeo-Ferrari | 41    | =      |